# Mimusops
Mimusops är ett släkte av tvåhjärtbladiga växter. Mimusops ingår i familjen Sapotaceae.

## Bildgalleri

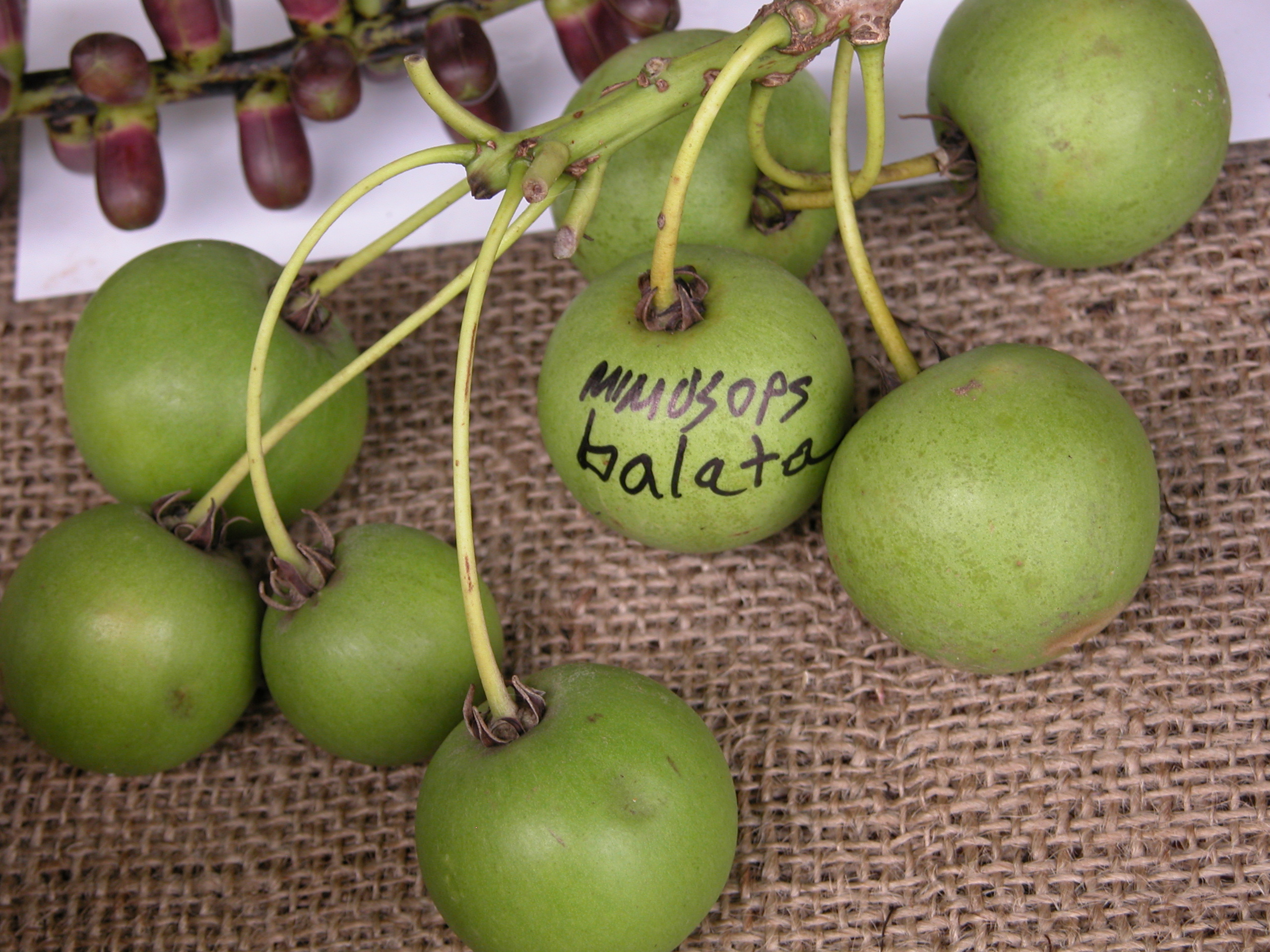
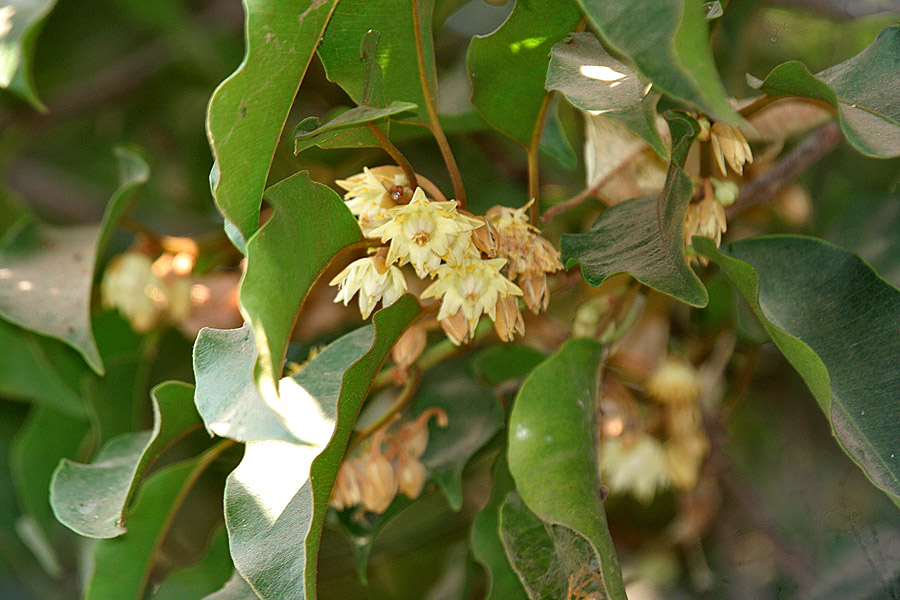
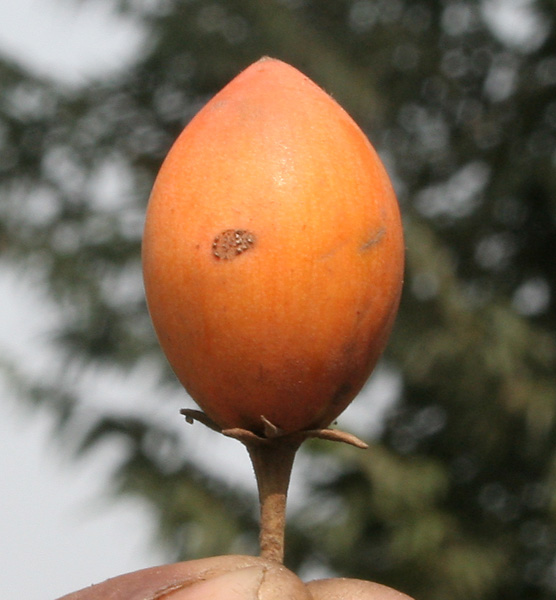

## Dottertaxa tillMimusops, i alfabetisk ordning[1]
- Mimusops acutifolia
- Mimusops aedificatoria
- Mimusops affinis
- Mimusops andamanensis
- Mimusops andongensis
- Mimusops angel
- Mimusops ankaibeensis
- Mimusops antongilensis
- Mimusops antorakensis
- Mimusops antsiranensis
- Mimusops bagshawei
- Mimusops balata
- Mimusops caffra
- Mimusops capuronii
- Mimusops comorensis
- Mimusops coriacea
- Mimusops dodensis
- Mimusops ebolowensis
- Mimusops elengi
- Mimusops erythroxylon
- Mimusops giorgii
- Mimusops kummel
- Mimusops laurifolia
- Mimusops lecomtei
- Mimusops lohindri
- Mimusops longipedicellata
- Mimusops mayumbensis
- Mimusops membranacea
- Mimusops mildbraedii
- Mimusops ngembe
- Mimusops nossibeensis
- Mimusops oblongifolia
- Mimusops obovata
- Mimusops obtusifolia
- Mimusops occidentalis
- Mimusops penduliflora
- Mimusops perrieri
- Mimusops petiolaris
- Mimusops riparia
- Mimusops sambiranensis
- Mimusops sechellarum
- Mimusops somalensis
- Mimusops voalela
- Mimusops zeyheri
- Mimusops zeylanica